# Ciclopentadiè
El ciclopentadiè o ciclopentadié (en anglès: Cyclopentadiene) és un compost orgànic amb la fórmula química C₅H₆. És un líquid incolor que té una olor forta i desagradable. A la temperatura d'una habitació aquest diè cíclic es dimeritza,de manera reversible, donant lloc al diciclopentadiè.
Aquest compost es fa servir principalment per a la producció de ciclopentè i els seus derivats.
La producció de ciclopentadiè normalment no es diferencia de la del diciclopentadiè perquè són interconvertibles. S'obtenen del carbó i del petroli.